# چیباگالاخ
چیباگالاخ (روسی: Чибагалах) یک رودخانه در استان یاقوتستان کشور روسیه است.